# Stephanie Thiersch
Stephanie Thiersch (* 1970 in Wiesbaden) ist eine deutsche Choreografin, Regisseurin und Medienkünstlerin.

## Werdegang
Nach einem Studium des klassischen und modernen Tanzes in Wiesbaden und Montpellier, studierte Stephanie Thiersch von 1992 bis 1997 Romanische Philologie, Medien- und Kommunikationswissenschaften, die sie mit einem Magister Artium (M.A.) abschloss. Ihre Magisterarbeit „Videódanse – ein neues Genre“ erhielt 1997 den Wissenschaftspreis der Universität Mannheim. Im Anschluss absolvierte sie ein Postgraduiertenstudium im Bereich Medienkunst bei der Performancekünstlerin Valie Export, dem Musiker Anthony Moore und dem Medienarchäologen Siegfried Zielinski an der Kunsthochschule für Medien in Köln. Seit 2000 ist künstlerische Leiterin der Tanzkompanie MOUVOIR (Köln). Seit 2003 listet das Goethe-Institut Stephanie Thiersch zu den wichtigsten zeitgenössischen Choreografinnen in Deutschland.
Sie produzierte bisher mehr als 50 Bühnenstücke, Filme und Installationen, die bundes- und weltweit gastieren und international koproduziert werden.

Stephanie Thierschs Arbeiten zeichnen sich durch ihre Interdisziplinarität, ihr starke visuelle Ästhetik und den Fokus auf gesellschaftsrelevante Themen aus. Für ihre Produktionen hat Stephanie Thiersch mehrere Preise und Auszeichnungen erhalten, wie den Theaterzwang-Preis, Förderpreis Kunst des Landes NRW, den Deutschen Videotanzpreis, den Leipziger Bewegungskunstpreis und mehrfach den Kölner Tanztheaterpreis.

„Die Arbeiten von Stephanie Thiersch suchen die Konfrontation mit anderen Medien und bleiben doch in ihrem Kern Tanzstücke. Das Interesse der Choreografin richtet sich stets auf den Körper im Prozess der Transformation und des Übergangs. Thierschs Körper changieren nicht nur zwischen ihren unterschiedlichen medialen Repräsentationen, sondern verkörpern auch heterogene emotionale Zustände. Die Konfrontation der Kontexte ist nicht nur eine der verschiedenen Kunstformen und Medien. Wie in der Begegnung mit Afrika in As/If (We Would Be) ist sie auch eine der Kulturen, deren fremde Gesten das Eigene mit einem fremden Blick belegen. In Bronze by Gold bewegen sich die Musikerinnen und Musiker des Asasello-Streichquartetts zusammen mit den sieben Tänzerinnen und Tänzern im Raum, wobei die heftige Bewegung der Musik derart in ihre Körper übergeht und sie zur physischen Erschöpfung treibt. Das Stück konfrontiert unsere westliche Party-Kultur mit dem von uns bisher nur zu erahnenden Schrecken des Terrors und des Todes. Ohne dass wir es zunächst bemerkten, hören sich die gescratchten Töne des belgischen DJs plötzlich an wie Gewehrsalven, die verzückten Posen der Tänzerinnen und Tänzer verwandeln sich in unserem Blick zu Hilfeschreien. Sie sind weder das eine noch das andere. Stephanie Thiersch hält extreme Zustände in der Schwebe, wagt den Spagat zwischen Kontexten und fordert uns dazu auf, uns in den Zwischenräumen zu verhalten.“

## Weitere Tätigkeiten
Stephanie Thiersch arbeitet als Gastchoreografin für andere Kompanien und als Dozentin für Choreografie und Komposition (u. a. Institut für Angewandte Theaterwissenschaft in Gießen, Hochschule für Musik und Tanz in Köln und der Hochschule für Musik und Darstellende Kunst in Frankfurt am Main). Seit 2011 engagiert sie sich in einem europäisch-afrikanischen Künstler-Netzwerk, MITUMBA, dann JITTA-Collective, das Austausch und Kollaborationen fördert und produziert.
Sie war von 2006 bis 2016 Künstlerische Leiterin des internationalen Festivals GLOBALIZE:COLOGNE, seit 2017 leitet sie gemeinsam mit der Freihandelszone das URBÄNG! Festival in Köln stattfindet.
Stephanie Thiersch ist Mitglied des Deutsch-Französischen Kulturrats.

## Bühnenproduktionen (Auswahl)
- ba:ab (2000) – intermediale Performance für 3 Tänzer, 60 min
- delay_01 (2000) – interaktive tanzperformance für 6 Tänzer, 60 min
- Le Coeur volé (2001) – Mediales Tanztheater mit 5 Darstellern
- son_ambulio (2001) – interaktive Performance – motion tracking für 6 Tänzer
- Silence III (2002) – auditive Performance für 6 Tänzer
- ripple-re-vue (2003) – Tanzinstallation für 3 Tänzer
- Notations (2003) – Improvisationsprojekt für 2 Tänzer, 2 Musiker + Videokünstler, 60 min
- attitudes passionnelles (2004) – telematisches Tanzprojekt für 8 Tänzer / Dériveure
- Under Green Ground (2005) – Tanzperformance für 1 Tänzerin & 3 Techniker, 75 min
- helterskelter (2005) – Tanztheater für 4 Tänzerinnen und 1 Musiker, 85 min
- beautiful me (2006) – Discoperformance für 1 Tänzerin und 1 Djane, 55 min
- wunderland (2006) – interaktives Kindertheater für 1 Tänzerin, 50 min
- living room_ another eden (2007) – Solo für Flavia Tapias, 17 min
- En passage (2007) – Choreografie für 18 Tänzer und 5 Perkussionisten, 55 min
- MOUVOIR spezial (2007) – 3 Std. – Improvisationsprojekt mit 8 Tänzern
- cactus bar (2007) – Tanztheater für 7 Darsteller, 90 min
- blind questions (2008/09) – Performance & Film für 2 Tänzer und 2 Schauspieler, 90 min
- zauberEI (2009) – Tanztheater für 5 Darsteller, 55 min (ab 6 Jahre)
- unbekannte größe (2010) – Performance für 5 Tänzer, 55 min
- Under cover (2010) – Choreografie für 4 Tänzerinnen, 25 min
- As if (we would be) (2010) – Choreografie für 7 Tänzer, 90 min
- Sonne kochen (2011) – Choreografie für 4 Tänzerinnen, 25 min
- White Landing (2011) – Solo für I-Fen Lin / Teil 1 der Happy Living Trilogy, 25 min
- Nature Morte (2011) – Duo/Teil 2 der Happy Living Trilogy, 45 min
- MITUMBA (2011) – Research Projekt mit 10 Tänzern/Choreografen
- Flux – No Ends Land (2011) – Choreografie für 10 Tänzer und 40 Statisten
- Near Miss (2012) – Trio/Teil 3 der Happy Living Trilogy, 35 min
- Deconstructing the best of us (2012) – mit 3 Performern
- MITUMBA – The Happening (2013) – mit 10 europäischen und afrikanischen Künstlern
- Corps Étrangers (2013/2014) – mit 3 Akrobaten, 2 Tänzern und einer Soundkünstlerin
- The Memory Machine (2014) – Rauminstallation und Performances
- for four (2014) – Zeitgenössischer Tanz und das Asasello Streichquartett
- Bronze by Gold (2015) – 7 Tänzer, Asasello Quartett & Dj Elephant Power, Tanz im August
- City Dance Köln (2016) – 12-stündige Open Air Performance mit 600 Beteiligten, Kölner Philharmonie
- Chombotrope (2017) – Europa-Ostafrika: Tanz, Musik, Modedesign
- Bruixa (2018) – Ein Solo für Viviana Escalé, Freihandelszone, Tanzhaus nrw, Teatro del Canal Madrid
- Bilderschlachten/Batailles d'Images (2019), für 8 Tänzer, das Asasello Quartett und das Orchester Les Siècles (François Xavier Roth) unter der Leitung von Benjamin Shwartz, Produktion: Théâtre de Nîmes, Beethovenfest Bonn, Tanzhaus nrw, Freihandelszone Köln
- Archipel – A Spectacle of Blending (2020/21)
- Hello to Emptiness – A Performance Concert (2022)

## Filme
- Piscènes (Berlin, 1999), Experimentalvideo, DV Video, 4 min
- Le Cœur volé (D/F, 2000), KHM Abschlussfilm, 16 mm, 14 min
- Georgia (D/F, 2002) Arte/3sat, S16mm, 27 min
- short cuts 1-5 (2007) DV Video, 25 min
- blind.questions (D/F, 2008) HD-Video, Kurzfilm, 30 min
- Insular Bodies (D/GR, 2020) HD-Video, Kurzfilm, 24 min, SIDance

## Auszeichnungen/Stipendien (Auswahl)
- 2001 Preisträgerin des Förderpreis Kunst des Landes NRW
- 2001 Preisträgerin des III. Deutschen Videotanzpreises
- 2002 Preisträgerin des Spezialpreises der Jury des Wettbewerbs web-dance, rheintanzmedia.web
- 2003 Stipendium COLINA 2003 Collaboration in Arts
- 2005 Preisträgerin des Kölner Tanz- und Theaterpreises für Under green Ground
- 2006 Einladung zur Tanzplattform Deutschland 2006
- 2006 Fachpreis der Jury für Helter Skelter beim Best OF(F) Festival Theaterzwang[5]
- 2008/07 Atelier-Stipendiatin des Kölnischen Kunstvereins und der Imhoff-Stiftung Köln
- 2014 Gewinner beim Leipziger Bewegungskunstpreis mit dem Stück Corps Étrangers[6][7]
- 2015 Nominierung George Tabori Preis[8][9]
- 2017 Tanz- und Theaterpreis Köln mit der Produktion Chombotrope[10][11][12]
- 2019 Kurt-Hackenberg-Preis für das URBÄNG! Festival